# Szele Gábor
Szele Gábor (Jászberény, 1824. január 3. – Eger, 1908. január 9.) egri segédpüspök.

## Pályafutása
Középiskolai tanulmányait Jászberényben, Körmöcbányán és Budán végezte, a teológiát Egerben és a Pázmáneumban. 1847. április 25-én szentelték pappá Kassán.
A főegyházmegyei hivatalban jegyzőként szolgált. Tiszanánán, majd 1848-tól Pásztón szolgált káplánként, ezt követően 1849. december 14-től egyházmegyei iktatóként. 1866-tól egri kanonok, 1871-től címzetes prépost, majd egervári prépost. Kisprépostként nevéhez fűződik a kistályai és a novaji templom helyreállítása. 1885. szeptember 13-tól az érsek helynöke és általános ügyhallgatója volt.

### Püspöki pályafutása
1888. június 1-jén areopolisi címzetes püspökké és egri segédpüspökké nevezték ki. Szeptember 9-én szentelte püspökké Egerben Samassa József egri érsek, Schopper György rozsnyói és Császka György szepesi püspök segédletével.